# Liste des distinctions de Björk
Cet article répertorie les différentes récompenses et nominations attribuées à l'auteure-compositrice-interprète et actrice islandaise Björk, ou à ses œuvres.
Elle a notamment gagné 5 Brit Awards, 4 MTV Video Music Awards, 1 MTV Europe Music Award, 1 Q Award et 1 Prix d'interprétation féminine du Festival de Cannes. En 2015, elle fait partie de la liste du Time 100 des cent personnalités les plus influentes au monde. Elle récolte également, au cours de sa carrière, quinze nominations aux Grammy Awards, et elle est décorée de l'ordre du Faucon et de l'ordre des Arts et des Lettres.
La liste sépare les distinctions musicales (albums, chansons, clips...), les distinctions cinématographiques (interprétation, musique de film) et les autres distinctions ou classements.

## Distinctions musicales

### Brit Awards
Björk a reçu 4 Brit Awards sur un total de 7 nominations.
Récompenses
- 1994 : Meilleure chanteuse étrangère et révélation étrangère
- 1996 : Meilleure chanteuse étrangère
- 1998 : Meilleure chanteuse étrangère

Nominations
- 2002 : Meilleure chanteuse étrangère
- 2006 : Meilleure chanteuse étrangère
- 2008 : Meilleure chanteuse étrangère

### British Design & Art Direction Awards (D&AD)
Björk a reçu 2 British Design & Art Direction Awards sur un total de 4 nominations.
Récompenses
- 2000 : Meilleure réalisation pour un clip pop et meilleure photographie indépendante pour All Is Full of Love

Nominations
- 2000 : Meilleure animation indépendante et meilleurs effets spéciaux indépendants pour All Is Full of Love

### Grammy Awards
Björk n'a reçu aucun Grammy Award, malgré un total de 13 nominations.
Nominations
- 1994 : Meilleur clip pour Human Behaviour
- 1996 : Meilleur album de musique alternative pour Post
- 1997 : Meilleur clip pour It's Oh So Quiet
- 1998 : Meilleur album de musique alternative pour Homogenic
- 1999 : Meilleur clip pour Bachelorette
- 2000 : Meilleur clip pour All Is Full of Love
- 2001 : Meilleure performance instrumentale pop pour Overture et meilleur arrangement instrumental pop accompagnant un chant pour I've Seen It All
- 2002 : Meilleur album de musique alternative pour Vespertine
- 2005 : Meilleur album de musique alternative pour Medúlla et meilleure performance vocale féminine pop pour Oceania
- 2008 : Meilleur album de musique alternative pour Volta
- 2013 : Meilleur album de musique alternative pour Biophilia

### Iceland Music Awards
Björk a reçu 4 Iceland Music Awards.
Récompenses
- 2007 : Artiste de l'année et meilleure chanteuse
- 2008 : Artiste de l'année et meilleur clip pour Wanderlust

### MTV Europe Music Awards
Björk a reçu 1 MTV Europe Music Award sur un total de 4 nominations.
Récompense
- 1995 : Meilleure chanteuse

Nominations
- 1997 : Meilleure chanteuse
- 1999 : Meilleur clip pour All Is Full of Love
- 2004 : Meilleure performance alternative

### MTV Video Music Awards
Björk a reçu 4 MTV Video Music Awards sur un total de 18 nominations.
Récompenses
- 1996 : Meilleure chorégraphie dans un clip pour It's Oh So Quiet
- 1998 : Meilleure direction artistique dans un clip pour Bachelorette
- 2000 : Meilleurs effets spéciaux dans un clip et meilleur progrès du clip pour All Is Full of Love

Nominations
- 1993 : Prix international des téléspectateurs de MTV Europe pour Human Behaviour
- 1994 : Meilleur clip de chanteuse, meilleur nouvel artiste dans un clip, meilleur progrès du clip, meilleurs effets spéciaux dans un clip, meilleur montage dans un clip et meilleure direction artistique dans un clip pour Human Behaviour
- 1995 : Meilleurs effets spéciaux dans un clip et prix international des téléspectateurs de MTV Europe pour Army of Me
- 1996 : Meilleur clip de chanteuse, meilleure réalisation dans un clip, meilleure direction artistique dans un clip, meilleur progrèsdu clip et prix international des téléspectateurs de MTV Europe pour It's Oh So Quiet

### Q Awards
Björk a reçu 1 Q Award sur un total de 2 nominations.
Récompense
- 2005 : Prix Inspiration

Nomination
- 2007 : Meilleur clip pour Earth Intruders

### UK Music Video Awards
Björk a reçu 3 UK Music Video Awards sur un total de 4 nominations.
Récompenses
- 2008 : Meilleure direction artistique, meilleure clip alternatif ou indépendant et clip de l'année pour Wanderlust

Nomination
- 2008 : Meilleurs effets spéciaux pour Wanderlust

### Autres distinctions musicales
Récompenses
- Danish Music Awards (en) 2001 : Meilleure chanteuse étrangère
- Qwartz 2007 : Qwartz d'Honneur
- Prix Polar Music 2010

Nominations
- World Music Awards 2001 : Prix de l'interculturalité (Culture crossing)
- Shortlist Music Prize (en) 2002 : Meilleur album pour Vespertine
- MOJO Awards 2007 : Prix Inspiration
- BT Digital Music Awards 2008 : Meilleur artiste électronique ou DJ
- Meteor Ireland Music Awards 2008 : Meilleure chanteuse étrangère et meilleure performance live d'un artiste étranger
- Music Producers Guild Awards 2009 : Prix Joe Meek pour l'innovation dans la production

## Distinctions cinématographiques
Son rôle dans Dancer in the Dark et la musique qu'elle a composée pour ce film lui ont valu de nombreuses récompenses et nominations à travers le monde.
Récompenses

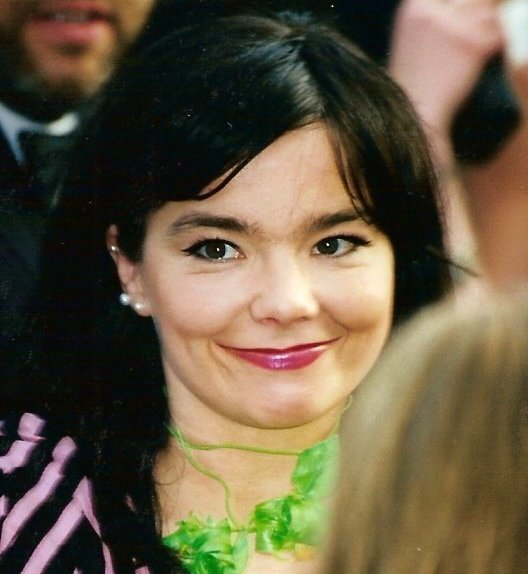
Björk au Festival de Cannes en 2000

- Festival de Cannes 2000 : Prix d'interprétation féminine pour son rôle dans Dancer in the Dark
- Prix du cinéma européen 2000 : Meilleure actrice et prix du public pour la meilleure actrice pour son rôle dans Dancer in the Dark
- National Board of Review 2000 : Meilleure actrice dans un film dramatique musical pour son rôle dans Dancer in the Dark
- Russian Guild of Film Critics 2000 : Meilleure actrice étrangère pour son rôle dans Dancer in the Dark
- Bodil Awards 2001 : Meilleure actrice pour son rôle dans Dancer in the Dark
- Satellite Awards 2001 : Meilleure chanson originale pour I've Seen It All dans le film Dancer in the Dark
- Online Film Critics Society Awards 2001 : Meilleurs débuts cinématographiques pour son rôle dans Dancer in the Dark
- Robert Festival 2001 : Meilleure actrice et meilleure musique pour Dancer in the Dark

Nominations
- Edda Awards 2000 : Meilleure actrice pour son rôle dans Dancer in the Dark
- Las Vegas Film Critics Society Awards 2000 : Meilleure actrice et meilleure espoir féminin pour le film Dancer in the Dark
- Golden Globes 2001 : Golden Globe de la meilleure actrice dans un film dramatique et Golden Globe de la meilleure chanson originale (pour la chanson I've Seen It All) pour le film Dancer in the Dark
- Oscars 2001 : Oscar de la meilleure chanson originale pour I've Seen It All dans le film Dancer in the Dark
- Satellite Awards 2001 : Meilleure actrice dans un film dramatique pour son rôle dans Dancer in the Dark
- Chicago Film Critics Association Awards 2001 : Meilleure actrice, meilleure espoir féminin et meilleure musique originale pour le film Dancer in the Dark
- Chlotrudis Awards 2001 : Meilleure actrice pour son rôle dans Dancer in the Dark
- Online Film Critics Society Awards 2001 :  Meilleure actrice et meilleure musique originale pour le film Dancer in the Dark
- Phoenix Film Critics Society Awards 2001 : Meilleure chanson originale pour I've Seen It All dans le film Dancer in the Dark

## Distinctions diverses
- 2001 : Décorée de l'insignes de Chevalier de l'Ordre national du Mérite par Jack Lang[2]
- Ordre du Faucon[Quand ?][réf. nécessaire]

## Classements divers
- Meilleure chanteuse de l'année 1995, 8e meilleur concert et 10e meilleure pochette de l'année (pour  Post) dans les classements des lecteurs du magazine Rock & Folk[3].
- Post classé à la 38e place de la liste des 50 plus grands albums de tous les temps dans la catégorie « Women Who Rock » du magazine Rolling Stone[4].